# (5819) Lauretta
(5819) Lauretta es un asteroide perteneciente al cinturón de asteroides, región del sistema solar que se encuentra entre las órbitas de Marte y Júpiter, descubierto el 29 de octubre de 1989 por Schelte John Bus desde el Observatorio Interamericano del Cerro Tololo, La Serena, Chile.

## Designación y nombre
Designado provisionalmente como 1989 UZ4. Fue nombrado Lauretta en homenaje a Dante Lauretta, profesor de la Universidad de Arizona, conocido por su innovador trabajo experimental sobre la formación de sulfuros que contienen hierro en la nebulosa solar. También ha investigado el comportamiento cosmoquímico de muchos elementos como el mercurio, el boro y el berilio en meteoritos.

## Características orbitales
Lauretta está situado a una distancia media del Sol de 2,528 ua, pudiendo alejarse hasta 2,937 ua y acercarse hasta 2,119 ua. Su excentricidad es 0,161 y la inclinación orbital 5,623 grados. Emplea 1468,74 días en completar una órbita alrededor del Sol.

## Características físicas
La magnitud absoluta de Lauretta es 13,5.